# Lor (Syunik)
Pour l’article homonyme, voir Lor.
Lor (en arménien Լոր) est une communauté rurale du marz de Syunik en Arménie. En 2011, elle compte 421 habitants.

## Géographie

### Situation
Lor est située à 30 km de Sisian et à 134 km de Kapan, la capitale régionale.

### Topographie
L'altitude moyenne de Lor est de 1 680 m.

### Territoire
La communauté couvre 3 361 hectares, dont :
- 3 265 ha de terrains agricoles ;
- 2 ha de terrains industriels ;
- 4 ha alloués aux infrastructures énergétiques, de transport, de communication, etc. ;
- 4 ha d'aires protégées ;
- 4 ha d'eau[3].

## Politique
Le maire (ou plus correctement le chef de la communauté) de Lor est depuis 2007 Davit Arustamyan.
| Début | Fin      | Nom              | Parti                       |
| ----- | -------- | ---------------- | --------------------------- |
| 2007  | 2011     | Davit Arustamyan | Parti républicain d'Arménie |
| 2011  | En cours | Davit Arustamyan | Parti républicain d'Arménie |

## Économie
L'économie de la communauté repose principalement sur l'agriculture.

## Démographie
| 2001 | 2008 | 2011 |
| ---- | ---- | ---- |
| 355  | 418  | 421  |

## Culture
- Musée historique de Sisian